# Santuario della Madonna di Paitone
Il santuario della Madonna di Paitone è una chiesa di Paitone, in provincia di Brescia. Costruita a partire dal 1534 sul luogo dove, secondo la tradizione, era miracolosamente apparsa la Madonna due anni prima, è stata più volte abbellita nel corso dei secoli ma ha mantenuto il suo ruolo di santuario devozionale alla Vergine. Contiene un'importante pala del Moretto, l'Apparizione della Madonna al sordomuto Filippo Viotti, da sempre lodata per il fatto di illustrare l'apparizione con grande concretezza, senza ricorrere ad elementi soprannaturali e miracolistici.

## Storia
La nascita del santuario è legata all'apparizione della Madonna al giovane Filippo Viotti, avvenuta secondo la tradizione nell'agosto del 1532, sui monti nei pressi dell'abitato. La Vergine avrebbe chiesto al fanciullo di far costruire una chiesa in quel punto e questi, sordomuto, sarebbe poi miracolosamente guarito. La comunità di Paitone, in onore alla richiesta della Vergine, decide quindi di costruire un nuovo santuario a lei dedicato. L'autorizzazione dalla diocesi di Brescia arriva l'11 maggio 1534, redatta da Mattia Ugoni, ausiliario del vescovo Andrea Corner. Fra le altre cose, si legge appunto che "ricevuta l'umile e devota vostra domanda, or ora a noi presentata, per fondare, per erigere, costruire e fabbricare una chiesa [...] in quel luogo ove è apparsa la Santissima Vergine Maria e ove dicesi operare molti miracoli, noi col tenore della presente lettera, concediamo tale licenza e facoltà".
Il santuario viene arricchito da una tela del Moretto, che il pittore avrebbe dipinto basandosi fermamente sulla testimonianza del giovane Filippo. Il Racconto dell'apparizione miracolosa e di come il Moretto si accinse ad eseguire l'opera ci è stato tramandato da Carlo Ridolfi il quale, comunque molto enfaticamente, nel 1648 scrive: "Raccoglieva un contadinello (Filippo Viotti) more silvestri nel seno di quel monte, a cui apparve Maria Santissima in sembiante di grave Matrona, cinta di bianca veste, commettendogli, che facesse intendere a que' Popoli, che al di lei nome edificassero una Chiesa in quella sommità, che in tal modo cessarebbe certo infortunio di male, che gli opprimeva. Ubbidì il garzoncello, et ottenne anch'egli la sanità: Edificato il Tempio, fu ordinata la pittura al Moretto; il quale con ogni applicatione si diede a compor la figura della Vergine, nella guisa che riferiva il Rustico (cioè tentando di attenersi alla descrizione fatta dal contadino): ma affaticandosi invano, pensò che qualche suo grave peccato gl'impedisse l'effetto, onde riconciliatosi con molta divotione con Dio, prese la Santissima Eucharistia, ed indi ripigliò il lavoro, e gli venne fatta l'Imagine in tutto simigliante a quella che haveva veduto il Contadino, che ritrasse a' piedi, col cesto delle more al braccio, onde viene frequentata da continue visite de' Popoli, mediante la quale ottengono dalla Divina mano gratie e favori". L'apparizione della Vergine, cosa che il Ridolfi non dice, avvenne su una pietra, che viene poi utilizzata come base dell'altare maggiore della chiesa.
Il santuario è costruito in circa due anni e viene costantemente abbellito, costruendo il portico in facciata e aprendo il vasto piazzale antistante. Nel corso dei secoli si sarebbero registrati molti altri miracoli legati al santuario, tutti legati a guarigioni improvvise e inspiegabili.

## Descrizione

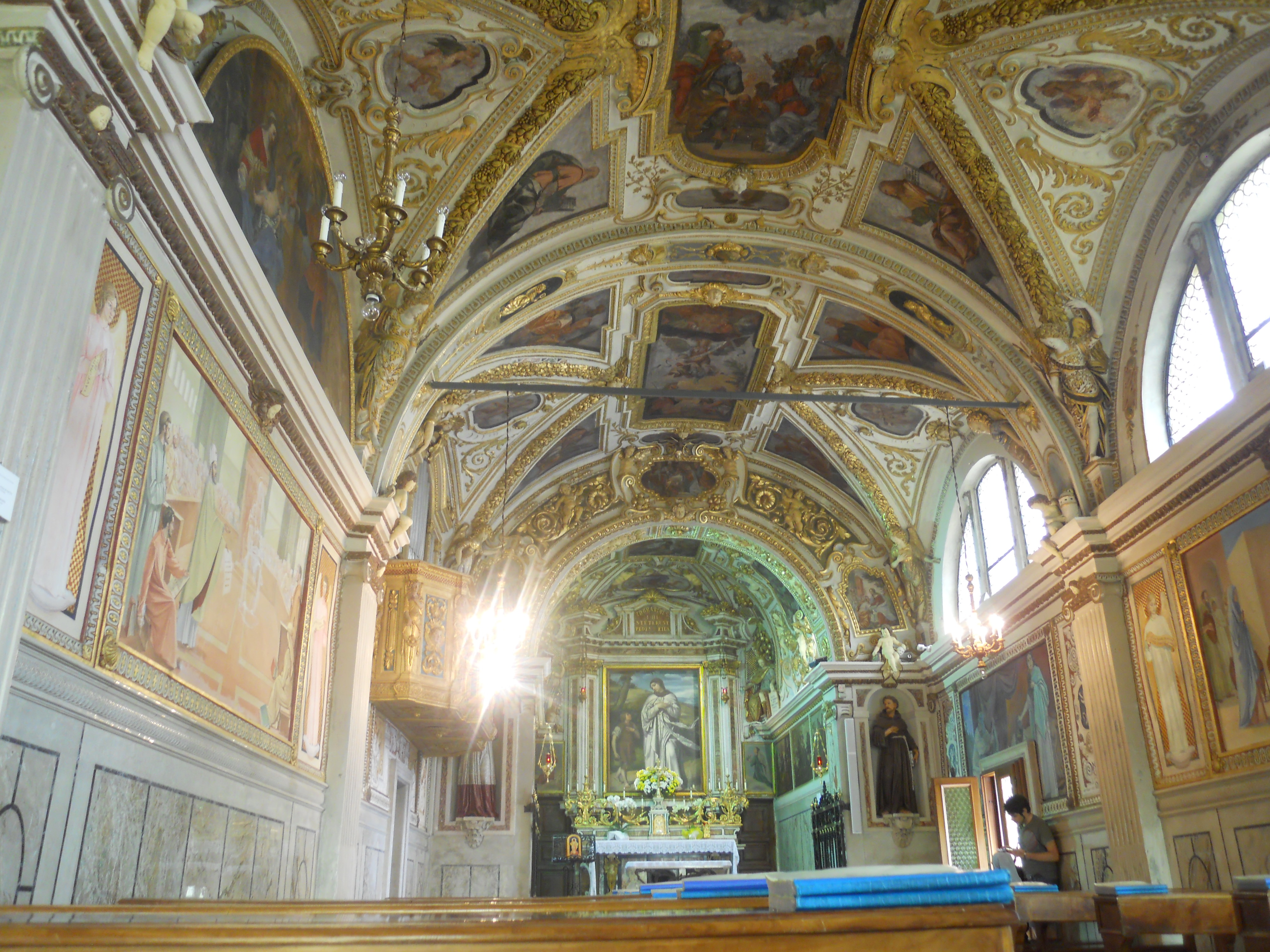
L'interno

All'esterno, l'edificio si presenta circondato da un portico regolare ad arcate sorretto da colonne di ordine tuscanico, molto semplice. Sul fronte, il porticato si riduce a tre vani e il coronamento è decorato da un timpano triangolare. Vicino all'abside è posto il campanile, mentre davanti al santuario si apre un vasto piazzale.
Internamente, la chiesa è a navata unica ed è riccamente ornata da stucchi dorati. Sul fondo dell'abside è posto il ricco altare marmoreo poggiante sulla pietra dell'apparizione e contenente la tela del Moretto.
Sulla cantoria posta a ridosso della parete di sinistra dell'ultima campata della navata, vi è l'organo a canne costruito da Giovanni Bianchetti di Brescia nel 1908. A trasmissione mista, dispone di 7 registri e presenta un'unica tastiera di 58 note e una pedaliera di 17.

## La tela del Moretto

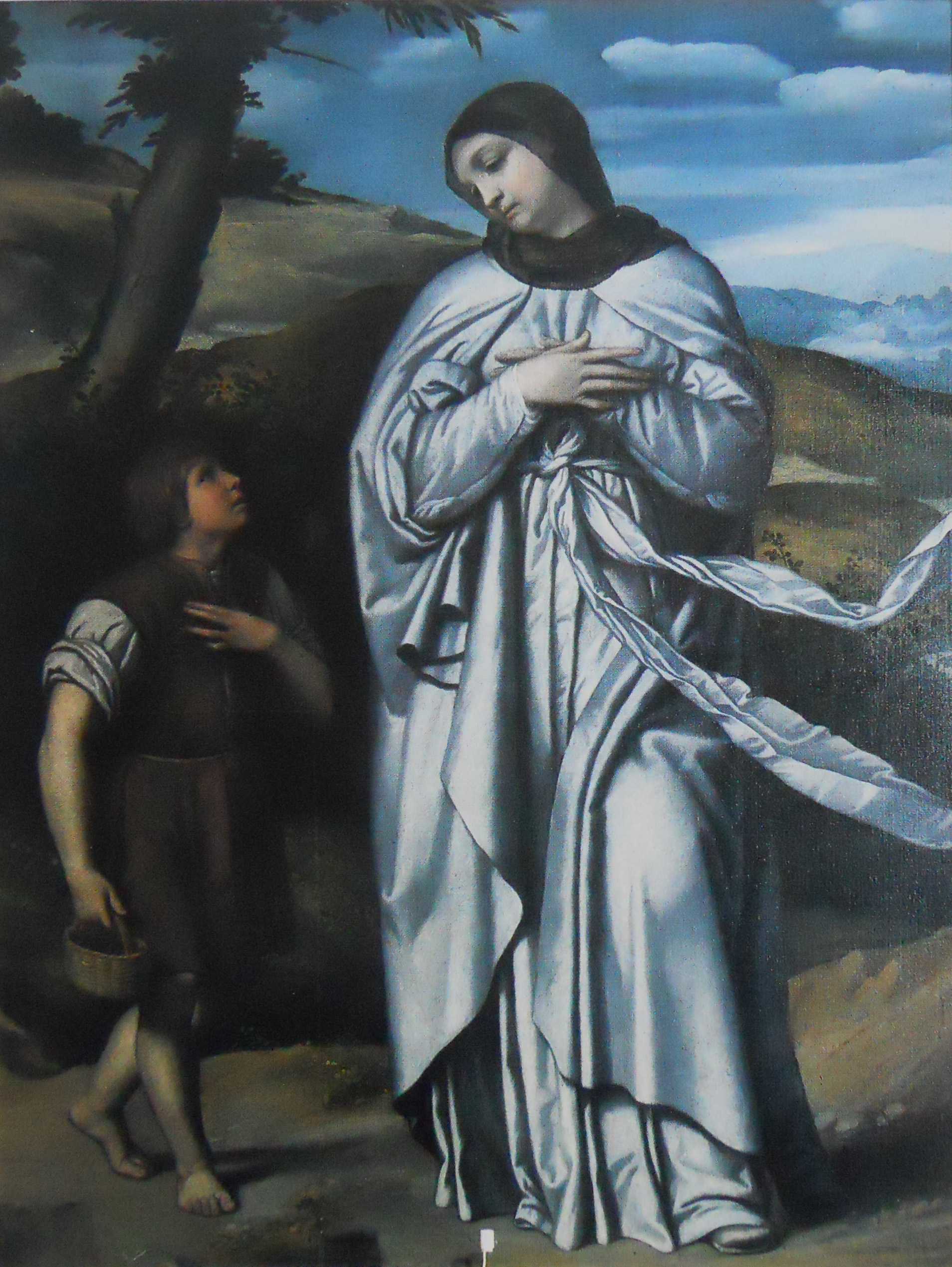
La tela del Moretto

L'opera, eseguita dal pittore nel 1534 circa, è giudicata dal critico d'arte Gustavo Frizzoni, nel 1893, "una delle sue creazioni più delicate e più intimamente sentite". Lo studioso Valerio Guazzoni, nel 1981, analizza invece il rapporto tra il dipinto e il racconto tramandato dal Ridolfi, concludendo che il Moretto abbia davvero voluto fare un'opera che riproducesse con fedeltà il racconto del fanciullo. "Come altrimenti dar conto della grande libertà d'immagine, veramente senza riscontro nell'iconografia sacra, e della particolarità dei dettagli, dal canestrino di more al velo della Madonna? Il carattere soprannaturale dell'avvenimento, che per la sua semplicità si distingue dalle tante, appassionate visioni e esperienze di mistici contemporanei, viene potenziato, proprio sottolineandone la concretezza e la povertà. Il dipinto di Paitone è il contributo più originale dell'artista a quel nuovo fervore nella devozione alla Vergine caratteristico di questi anni ed al quale forse non fu estranea la volontà di contrastare certi spunti antimariani della propaganda protestante". In uno studio successivo del 1986 il Guazzoni tornerà su questi argomenti, osservando che "l'originalità dell'opera [...] consiste nella soppressione di ogni elemento miracolistico e nella integrale trasposizione del sacro nel reale, attuata seguendo fedelmente il racconto del protagonista, idea questa del sacro che non si rivela in sé, ma si nasconde nell'umano, sotto apparenze quotidiane e comuni".

## Altre immagini

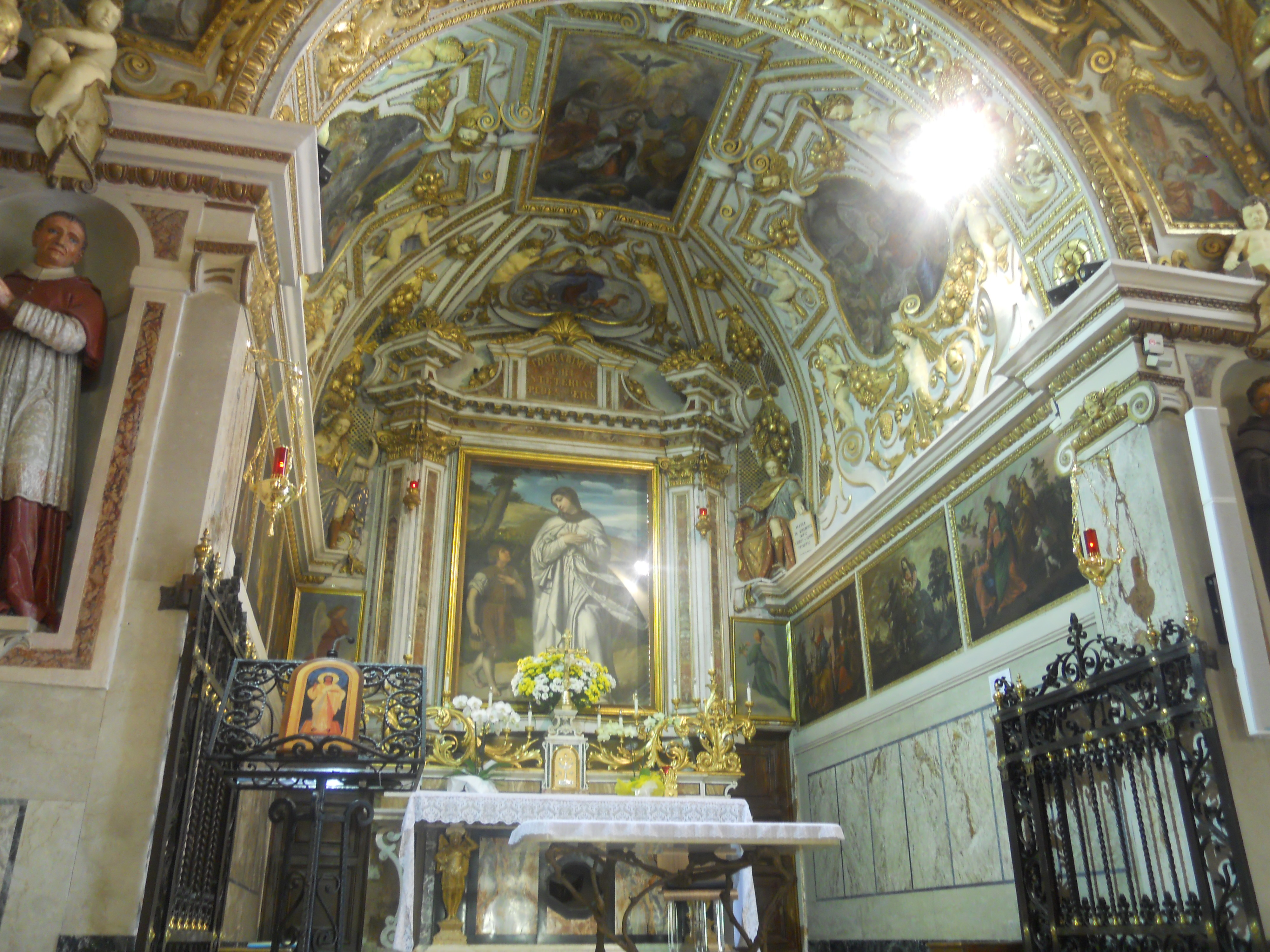
Il presbiterio con la tela del Moretto
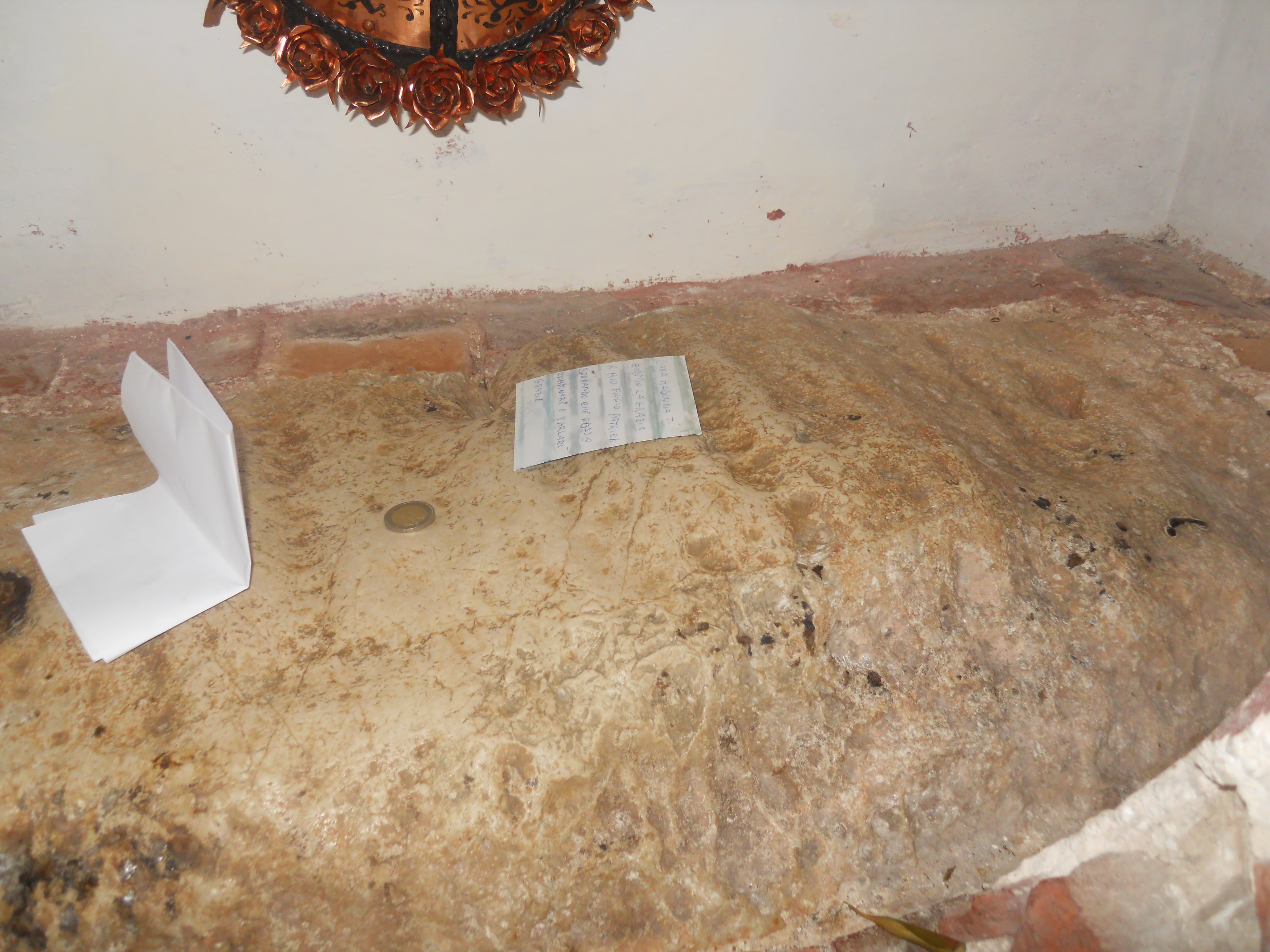
La pietra sulla quale è apparsa la Madonna, custodita all'interno dell'altare maggiore
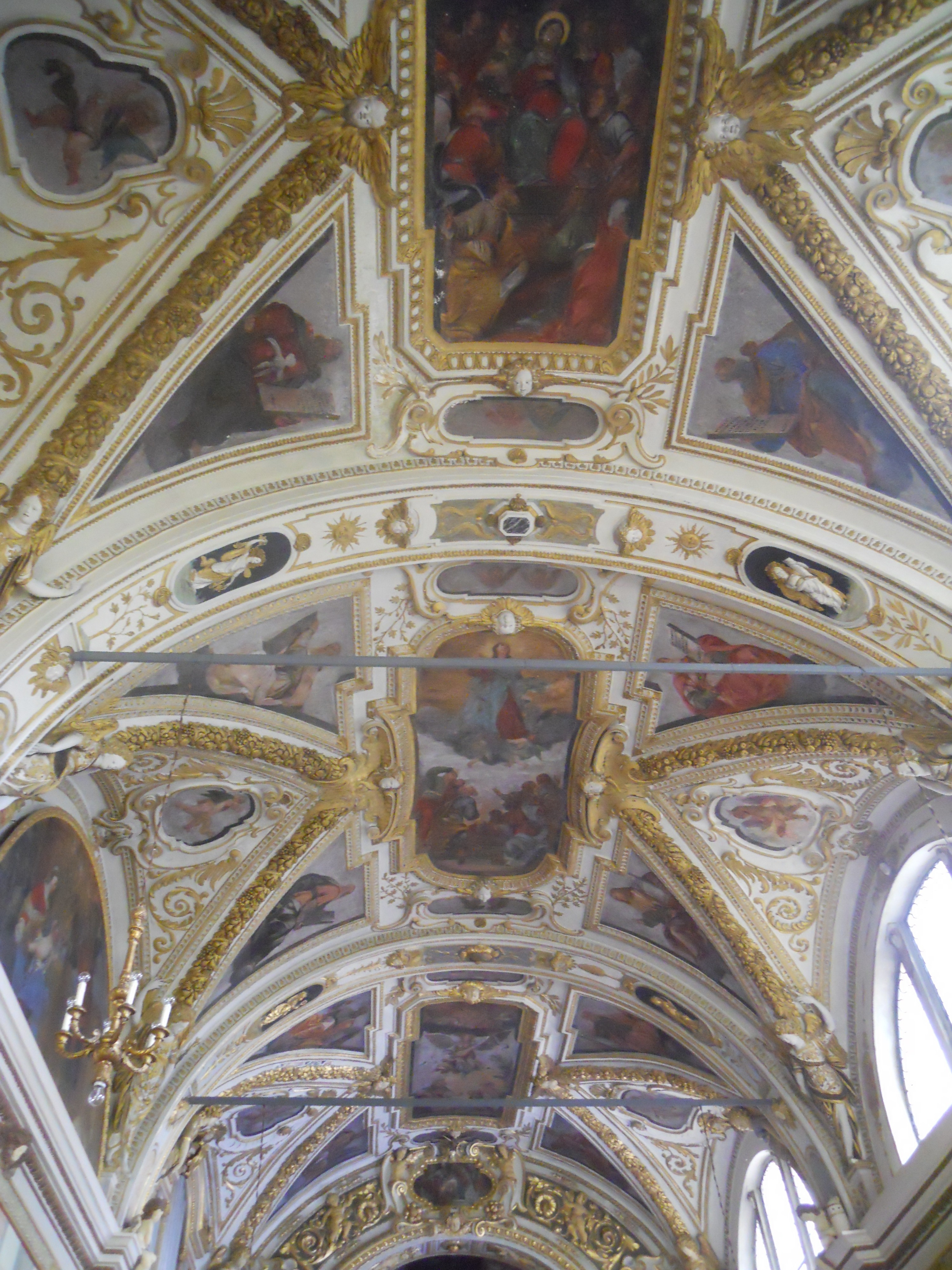
Il soffitto stuccato e affrescato